# فسفاتیدیل‌اینوزیتول (۳٬۴٬۵) تری‌فسفات
فسفاتیدیل‌اینوزیتول (۳٬۴٬۵) تری‌فسفات (به انگلیسی: Phosphatidylinositol (3,4,5)-trisphosphate) یا PIP3 با فرمول شیمیایی C۴۷H۸۶O۲۲P۴ یک فسفولیپید غشایی است؛ که جرم مولی آن ۱۱۲۶٫۴۶ g/mol می‌باشد.

## تولید PIP3
فسفاتیدیل‌اینوزیتول ۳َ کینازها خانواده ای از لیپیدکینازها را تشکیل می‌دهند که باعث فسفریلاسیون گروه -OH3َ حلقه فسفاتیدیل‌اینوزیتول می‌گردند که به عنوان پیامبر ثانویه در رشد سلول به حساب می‌آید.
مسیر انتقال پیام فسفاتیدیل‌اینوزیتول ۳َ کیناز (PI3K) فرایندهای مختلف سلولی شامل: تکثیر سلولی، تمایز، مهاجرت، متابولیسم انسولین و آپوپتوز را کنترل می‌نماید. PI3K فعال شده فسفاتیدیل اینوزیتول (۴٬۵) بیس فسفات را فسفریله و به فسفاتیدیل اینوزیتول (۳٬۴٬۵) تری فسفات (PIP3) تبدیل می‌کند.